# Lippia kituiensis
Lippia kituiensis là một loài thực vật có hoa trong họ Cỏ roi ngựa. Loài này được Vatke mô tả khoa học đầu tiên năm 1882.